# Leinojärvi
Leinojärvi är en sjö i kommunen Kides i landskapet Norra Karelen i Finland. Sjön ligger 83,8 meter över havet. Den är 2,8 meter djup. Arean är 52 hektar och strandlinjen är 4,33 kilometer lång. Sjön  ingår i Vuoksens huvudavrinningsområde.   Den ligger omkring 54 kilometer söder om Joensuu och omkring 330 kilometer nordöst om Helsingfors. 